# TV.com
TV.com este un sit web deținut de CBS Interactive. Serviciul a fost lansat pe 1 iunie 2005, înlocuind vechiul sit TV Tome.
TV.com conține descrieri ale serialelor, ale echipajului și actorilor și descrieri ale episoadelor pentru multe serii. Ghidurile pentru episoade conțin rezumatele, note, trivia, citate și altele. Informațiile sunt adăugate de voluntari deci unele emisiuni, în special cele mai recente, sunt foarte detaliate, pe când cele vechi au informații minime.